# Ульссон, Гленн
Гленн Ульссон (швед. Glenn Olsson) — шведский биатлонист, участник зимних Олимпийских игр 1994 года.

## Карьера
Единственным международным стартом для шведа стали зимние Олимпийские игры в норвежском Лиллехаммере в 1994 году. В индивидуальной гонке, показав 64-е время прохождения дистанции и допустив 7 промахов на огневых рубежах, он в итоге занял 66-е место. На старт спринта не вышел.
После этого он несколько лет соревновался в лыжных гонках. В 1996 году принимал участие в молодёжном чемпионате мира по лыжным гонкам в итальянском Азиаго, где в гонке на 10 км классическим ходом стал 39-м. В лыжном Кубке мира стартовал только один раз, на этапе Фалуне в 1997 году. В гонке на 10 км свободным стилем он финишировал 86-м. Во внутренних соревнованиях выступал за лыжный клуб Боре.
После завершения спортивной карьеры работал в тренировочном центре по биатлону Боре, расположенном в Турсбю.

### Участие в Олимпийских играх
| Год  | Место проведения | Инд | Спр | Эст |
| 1994 | Лиллехаммер      | 66  | DNS | —   |